# هندوراس در المپیک تابستانی ۲۰۲۴
کاروان المپیکی هندوراس، یکی از کاروان‌های شرکت‌کننده در بازی‌های المپیک تابستانی ۲۰۲۴ بود. این دوره از بازی‌ها از ۲۶ ژوئیه تا ۱۱ اوت ۲۰۲۴ (۵ تا ۲۱ امرداد ۱۴۰۳ خورشیدی) به میزبانی پاریس، پایتخت فرانسه برگزار شد. نخستین حضور این کاروان در المپیک ۱۹۶۸ رخ داد. این حضور، سیزدهمین حضور کاروان هندوراس در المپیک بود. این کاروان المپیک ۱۹۸۰ مسکو را در پی حمایت از رهبری ایالات متحده در تحریم شوروی، شرکت نکرد. هندوراسی‌ها تاکنون موفق به کسب مدالی در المپیک نشده‌اند.

## شرکت‌کنندگان
فهرست زیر به ورزشکاران این کاروان اشاره دارد.
| ورزش        | مردان | زنان | مجموع |
| ----------- | ----- | ---- | ----- |
| دو و میدانی | ۱     | ۰    | ۱     |
| شنا         | ۱     | ۱    | ۲     |
| کشتی        | ۱     | ۰    | ۱     |
| مجموع       | ۳     | ۱    | ۴     |